# Erica Garner
Erica Garner (Brooklyn, Nueva York; 29 de mayo de 1990-ibídem, 30 de diciembre de 2017) fue una activista estadounidense que defendió una reforma policial, particularmente en lo referido al uso de fuerza durante arrestos. Garner comenzó a implicarse en el activismo tras la muerte de su padre, Eric Garner, en 2014, tras un incidente con un agente de policía de la Ciudad de Nueva York.

## Biografía

### Infancia
Erica Garner, nacida el 29 de mayo de 1990, era hija de Esaw Garner Snipes y Eric Garner, y creció en el barrio de Brooklyn, Nueva York. Fue la mayor de cuatro hermanos, aunque Esaw Snipes tuvo dos hijos de una relación anterior. Debido a la enfermedad de asma de su padre que le incapacitaba para trabajar, Erica tuvo un papel importante en la crianza de sus hermanos.

## Activismo
Garner comenzó a implicarse en el activismo en 2014 tras la muerte de su padre, quien falleció mientras se resistía al intento de arresto de un agente de policía de la Ciudad de Nueva York, presuntamente debido a la venta ilegal de cigarrillos. Se mantuvo crítica con el Departamento de Policía de Nueva York hasta su muerte. Erica Garner participó en las movilizaciones de la campaña Black Lives Matter (Las vidas negras importan) y creó una fundación con el nombre de su padre. También hizo campaña para que las transcripciones del jurado que participó en el caso de la muerte de su padre se hicieran públicas. Garner sostenía que la muerte tenía más que ver con la mala conducta de la policía que con el racismo y en 2017 rechazó reunirse con el Departamento de Justicia de los Estados Unidos para hablar de las circunstancias que rodean la muerte de su padre.
Durante las primarias presidenciales del Partido Demócrata de 2016, Garner apoyó al candidato Bernie Sanders y participó en un anuncio electoral en su favor.

## Vida personal y muerte
Garner tuvo dos niños. En agosto de 2017, poco después del nacimiento de su hijo Eric, nombrado en recuerdo de su padre, Erica Garner sufrió un ataque al corazón. Fue diagnosticada de cardiomegalia, una cardiopatía grave. En diciembre de 2017 sufrió un segundo ataque al corazón, lo que le dejó un daño cerebral importante que le condujo finalmente a la muerte el 30 de diciembre de 2017.
Al conocerse su muerte, el alcalde de Nueva York, Bill de Blasio, dijo que la ciudad echaría de menos su inquebrantable sentido de justicia y humanidad.